# Джордж Роден
Джордж Вінсент Роден (англ. George Vincent Rhoden; 13 грудня 1926 — 24 серпня 2024) — ямайський легкоатлет, спринтер. Дворазовий олімпійський чемпіон.
Пішов з життя, маючи 97 років.